# Hajvoron
Hajvoron (ukrajinsky Гайворон; rusky Гайворон – Gajvoron) je město na západě Kirovohradské oblasti na Ukrajině. Leží na pravém břehu Jižního Bugu ve vzdálenosti 176 kilometrů na západ od Kropyvnyckého, správního střediska oblasti. V roce 2012 žilo ve městě přes patnáct tisíc obyvatel.
Hajvoron byl založen v roce 1796 na místě staršího kozáckého osídlení, přičemž centrum leželo původně severozápadně od současného centra. Od roku 1899 se začal stávat centrem dnešních Hajvoronských úzkorozchodek, sítě úzkorozchodných železnic o délce 188 kilometrů.
Městem je Hajvoron od roku 1949.